# 月夜の宝石
『月夜の宝石』（つきよのほうせき、Les Bijoutiers du clair de lune）は、1958年のフランス・イタリア・アメリカ合衆国の恋愛映画。監督はロジェ・ヴァディム、出演はブリジット・バルドーとアリダ・ヴァリなど。アルベール・ヴィダリーの小説『月光の宝石商人』を原作としている。英語タイトルは『The Night Heaven Fell』。
『素直な悪女』（1956年）に引き続き、ロジェ・ヴァディム監督とプロデューサーのラウール・レヴィが再びブリジット・バルドーを主演に起用した作品である。

## ストーリー
伯爵家に嫁いだ叔母フロレンティーンを訪ねてスペインの田舎町にやって来たウルシュラは、貧しい青年ランベルトに一目惚れする。しかし、ランベルトはフロレンティーンの愛人だった。
ある晩、フロレンティーンに逢いに来たランベルトは、フロレンティーンの夫リベラ伯爵に見つかり、殺されそうになる。もみ合ううちに誤ってリベラを刺し殺してしまったランベルトを、ウルシュラは叔母の愛人と知ったうえで助け出し、2人は逃避行に出る。

## キャスト
※括弧内は日本語吹替（テレビ版）
- ウルシュラ: ブリジット・バルドー（小原乃梨子）
- フロレンティーン: アリダ・ヴァリ（藤波京子） - ウルシュラの叔母。
- ランベルト: スティーヴン・ボイド（江角英明）
- ミゲル・デ・リベラ伯爵: ペペ・ニエト（フランス語版） - フロレンティーンの夫。